# 河源中学
河源中学（简称“河中”）是一所位于广东省河源市的高中。学校创办于1915年，地处源城区南端凉帽山下，新丰江畔。占地面积123936平方米，校舍建筑总面积70523平方米。
學校是第一批广东省国家级示范性普通高中、河源市重点中学。努力建设“严格规范、务实创新”的教风和“勤奋刻苦、敏学笃行”的学风。

## 历史[1]
1915年，时任县长张光煦在当时的河源县立第一高等小学的校舍内（现上城小学所在地）创办河源县立中学。县立第一高等小学北侧校舍划归河源县立中学，南侧校舍仍归第一高等小学。礼堂、厨房、膳堂、操场等两校共用。当年开始招生，仅一班十余人，学制四年。
1915年~1926年学校累遭兵燹，多年停办，实际开课时间仅四年。
1932年，第一高等小学改为河源中学附属小学。开办初中，共三个班，每年春季招生一班，约50人。
1941年，初中改为每年春秋各招一班，共六个班。
1944年，开办高中，春季开始招收高一新生一个班共50人。至1946年9月，高中才招足六个班，连同原有初中六个班，全校共十二个班，学生人数约500人。
1949年，河源县政权更迭。9月，学校名称由“河源县立中学”更名为“河源中学”。
1953年，选定新校址，位于城南凉帽山下、新丰江畔，占地十三万平方米，并获得批准。当年教育部门取消以地命名，学校更名为“河源县第一中学”。
1954年，新校址动工，1955年上半年建成。1955年下半年高中部先迁入新校址，初中随后迁入。
1966年~1972年，学校更名为“城镇中学”，学制二年。
1972年，学校名称恢复为“河源中学”。
1988年，河源市设立，学校划属源城区。
1993年，改为河源市直属学校，招生范围仍局限于老城区（以新丰江为界，新市区的生源由河源市第一中学、河源市市田家炳中学招收）。
2001年5月，学校通过了市一级学校的评估验收。同年12月，省教育厅启动“1521”工程。学校确立创建国家级示范性普通高中的办学目标。
2002年9月，初中部停止招生。高中部、初中部彻底分离。部分教师分流到市直初级中学。
2003年，原借用河中校舍办学的河源市体育运动学校迁出。河源市第一中学高中部撤并到河源中学，该校27名优秀高中教师调入河源中学任教。
2004年4月，通过 “广东省一级学校”的评估验收，成为省一级中学。
2006年，通过广东省国家级示范性普通高中初期督导验收。
2007年，通过广东省普通高中教学水平评估和广东省国家级示范性普通高中验收确认，成为“广东省普通高中教学水平优秀学校”和“广东省国家级示范性普通高中”。
2020年6月，河源中学新校区拟选址方案规划公示

## 校训

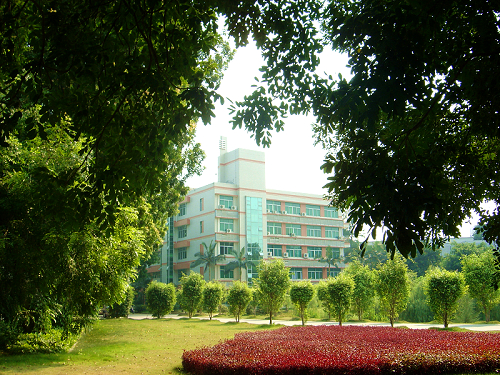
多媒体教学楼一瞥

严谨、勤奋、朴实、进取。

## 校园设施
校园分为教学、生活、运动三个区域。共有三座教学楼、一座综合实验楼、六幢学生宿舍和两座师生饭堂。学校建有主干千兆校园网，备有主控室及演播室，配备计算机多媒体教学平台65个，专任教师全部配备手提电脑，课室、教辅室及办公室都与主控室联网，全部可以实行网络教学。
学校现有藏书16.3万册，电子读物生均30册，订阅的报刊杂志224种。学校有400米标准田径运动场1个、篮球场9个、足球场2个、排球场3个、羽毛球场3个、乒乓球台30张，有地理园和生物园各1个。。

## 知名校友
- 肖扬——国家首席大法官、最高人民法院院长
- 张其彬——导弹专家、卫星发射专家
- 苏若舟——《解放军报》高级主任编辑

## 历任校长[5]
| 校长          | 到任时间         | 备注                                           |
| ------------- | ---------------- | ---------------------------------------------- |
| 潘维衡        | 1915年           |                                                |
| ———           | 1919年           | 学校停办                                       |
| 丘震南        | 1926年           | 学校复办                                       |
| 叶汉儒        | 1928年           |                                                |
| 张建平 刘丹凯 | 1929年           | 任职时间不详                                   |
| 曾广畴        | 1930年           |                                                |
| 王鸿儒        | 1931年           |                                                |
| 曾广畴        | 1932年           | 回任                                           |
| 温德基        | 1934年           |                                                |
| 骆维冀        | 1934年           |                                                |
| 邓鸿芹        | 1935年           |                                                |
| 刘冠原        | 1936年           |                                                |
| 曾瑞章        | 1937年           |                                                |
| ———           | 1938年           | 学校停办                                       |
| 欧阳涛        | 1950年           | 学校复办                                       |
| 张志良        | 1951年           |                                                |
| 程奇香        | 1964年           |                                                |
| 张宗元        | 1965年           | 据记载，程奇香到1969年离任，而张宗元1968年离任 |
| ———           | (文化大革命期间) | 多名副校长先后主导工作，李秋其一度任校长       |
| ———           | 1976年           | 第一副校长张春其                               |
| ———           | 1978年           | 第一副校长郑梅生                               |
| 陈国芳        | 1979年           |                                                |
| 程福循        | 1986年           |                                                |
| 李正浓        | 1997年           |                                                |
| 李观华        | 2001年           |                                                |
| 吴佑宽        | 2009年           |                                                |